# Théâtre Gorki de Simferopol

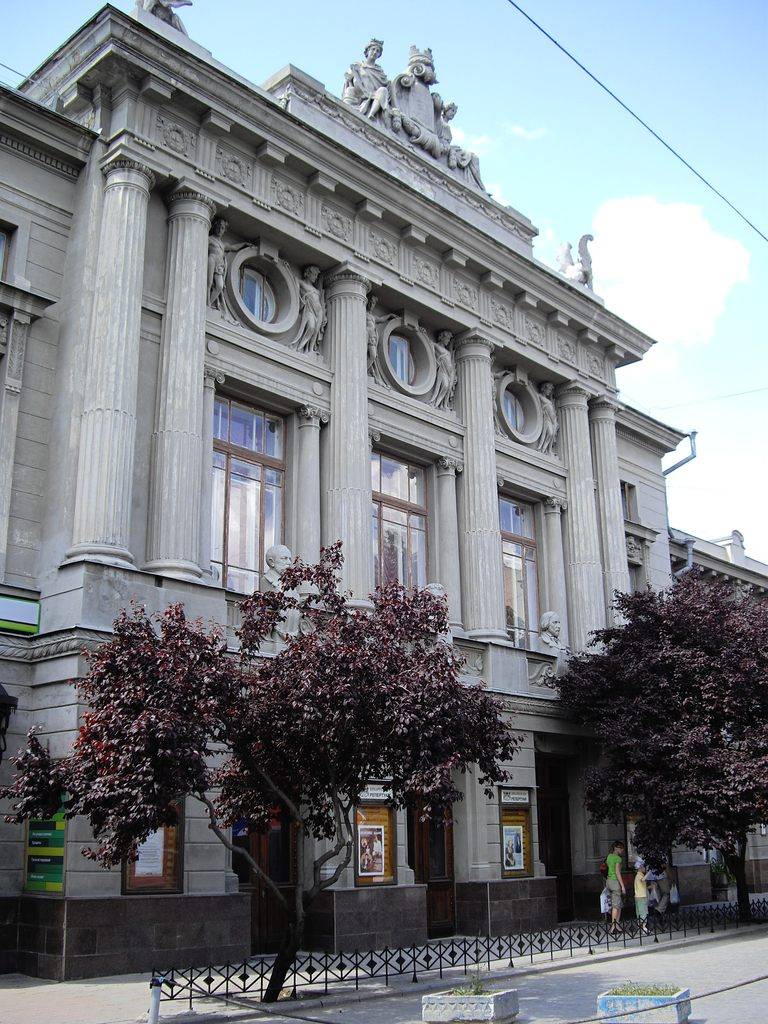
Façade du théâtre académique ukrainien de Simferopol construit en 1911.

Le théâtre Gorki ou officiellement théâtre dramatique académique ukrainien de Crimée du nom de Maxime Gorki est un théâtre dramatique situé à Simferopol, capitale de la Crimée.

## Dénominations
En 1888, il prend le nom de théâtre de la noblesse de Simferopol, puis de théâtre de la noblesse de Tauride. Après la prise de pouvoir des bolchéviques il prend le nom en 1920 de « Premier théâtre soviétique », puis de 1921 à 1931 de « théâtre dramatique d'État de Crimée ». Le 20 septembre 1932, il ajoute à son nom celui de l'écrivain et dramaturge Maxime Gorki qu'il perd sous l'occupation allemande (1942-1944), devenant simplement « théâtre russe de drame et de comédie de Simferopol ». De 1946 à 1954, il s'appelle « théâtre dramatique régional de Crimée Gorki », puis « théâtre dramatique russe de Crimée Gorki ». Il ajoute « d'État » à son nom en 1968. Il prend son nom actuel en 1979, avec l'ajout de l'épithète « académique ».

## Historique
C'est dans les années 1820 qu'une troupe de théâtre est formée et financée à Simferopol par un riche négociant du nom de Volkov, passionné de théâtre qui habitait à Simferopol pour se soigner. Le théâtre est aménagé dans une ancienne grange avec une scène et des loges. On y joue des pièces de Fonvizine, de Soumarokov ou encore des tragédies d'Ozerov. Un nouveau théâtre est construit en 1873 avec un foyer et une grande salle de 410 places. Le vestibule et le buffet se trouvent dans le bâtiment d'à côté qui abrite l'assemblée de la noblesse. La troupe est financée par divers négociants riches de la ville. Parfois de grands artistes d'autres villes de l'Empire russe y sont invités pour des représentations.
Le théâtre est reconstruit en 1911 sous son aspect actuel. Ce fut toujours un foyer intense de la vie culturelle et politique de la ville. Ainsi en 1918 c'est ici que fut annoncée l'inauguration de la nouvelle université de Tauride en 1918, puis qu'eurent lieu les premières réunions de soviets à partir des années 1920. Pendant l'occupation allemande (1942-1944), le théâtre abrita des activités de résistance clandestine du groupe « Sokol » (le Faucon). Tous ses participants furent fusillés en avril 1944, trois jours avant la libération de la ville.
Aujourd'hui des pièces du répertoire classique ainsi que des pièces contemporaines y sont jouées, ainsi que des spectacles musicaux et des concerts classiques. Une école-studio et atelier lui sont adjoints. Une salle annexe moderne se trouve à proximité, place Sovietskaïa.

## Architecture
Le bâtiment actuel a été construit en 1911 par l'architecte Beketov en style néoclassique avec quelques éléments Art nouveau. Le fronton et le portique sont décorés de sculptures d'Apollon musagète, Melpomène, de bustes, de lions et de griffons, etc.

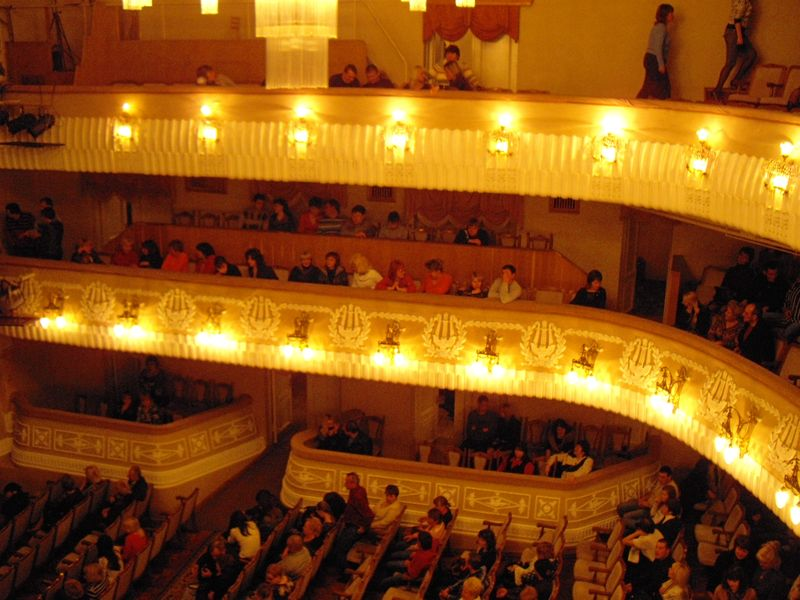
Intérieur du théâtre.
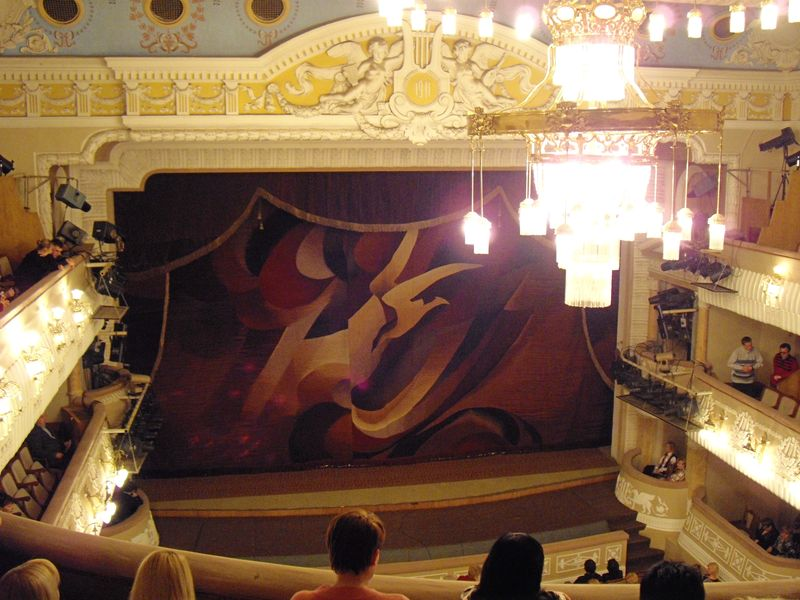
Vue du rideau de scène.
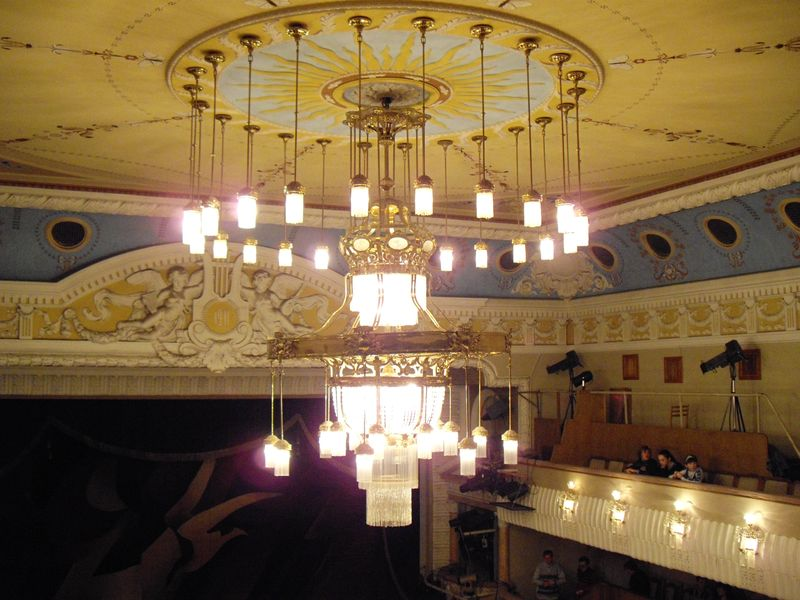
Lustre.
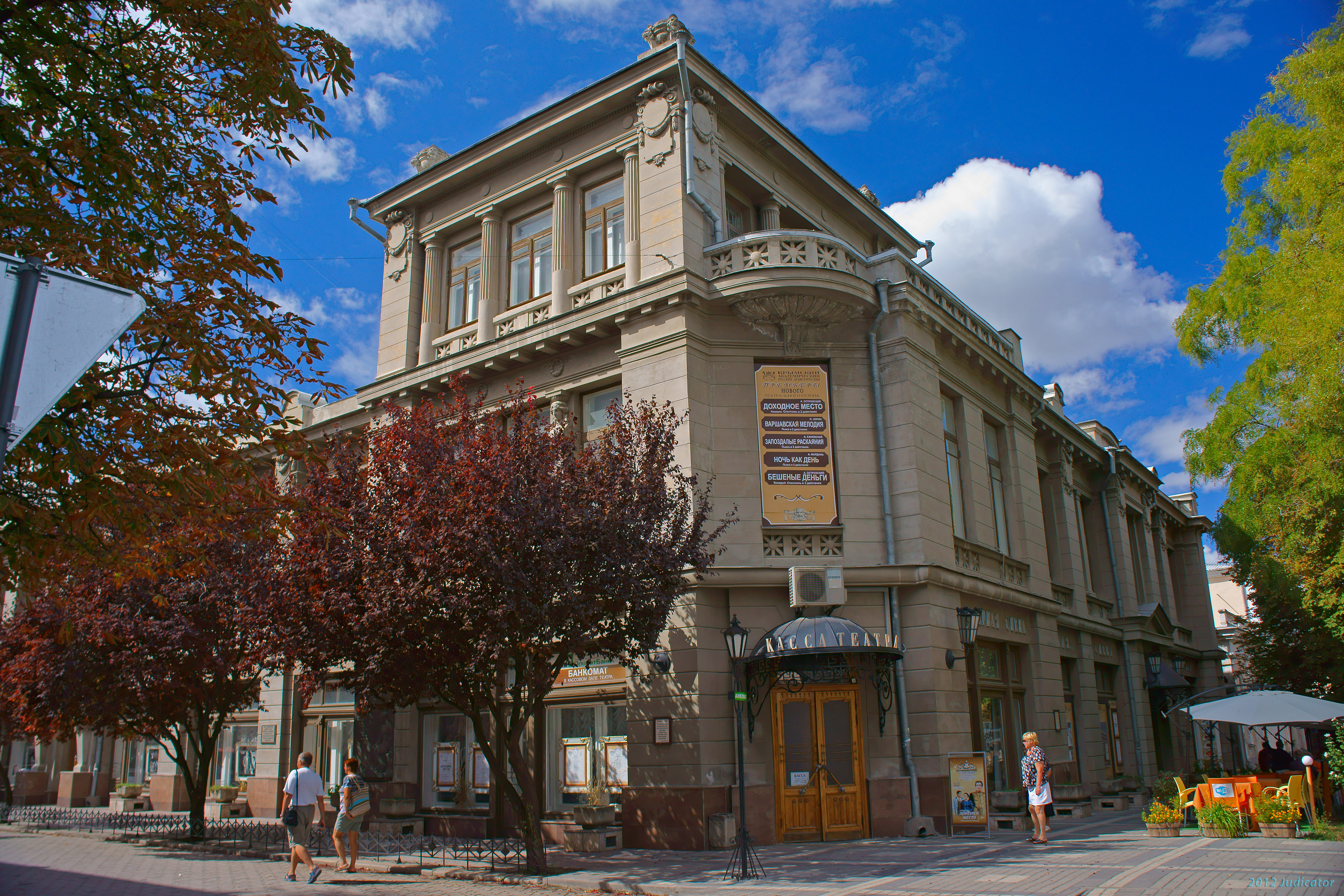
Vue d'angle.